# 요프 힐러
요하너스 프레더리크 "요프" 힐러(네덜란드어: Johannes Frederik "Joop" Hiele, 1958년 12월 25일, 자위트-홀란트 주 로테르담 ~)는 네덜란드의 전직 축구 골키퍼로, 현역 시절 네덜란드 국가대표팀 경기에 7번 출전했다. 그는 서독에서 열린 유로 1988에서 우승한 네덜란드 선수단의 일원이었지만, 한스 판 브뢰켈런에 밀려 후보 선수로 머물렀다.

## 선수 경력
힐러는 페예노르트(1977–1990)에서 전성기를 보냈고, 이후 SVV(1990–1992), 도르드레흐트 '90(1992–1994)를 거쳐 고 어헤드 이글스(1994–1995)에서 은퇴했다.

## 감독 경력
힐러는 은퇴 후 빌럼 II와 PSV의 골키퍼 코치를 역임했다.
힐러는 ASWH에서 선수단 총 지휘를 처음 맡았는데, 2012년부터 2015년까지 골키퍼 코치였지만, 2015년에는 감독직을 대행했다. 힐러는 이후 즈발뤼번과 세르세스, 그리고 헤이어노르트의 지휘봉도 잡았다.